# سانکت ولفگانگ
سانکت ولفگانگ (به آلمانی: Sankt Wolfgang) یک شهر در آلمان است که در بایرن واقع شده‌است.

## خصوصیات
سانکت ولفگانگ ۴۶٫۳۲ کیلومترمربع مساحت دارد ۴۹۹-۵۸۲ متر بالاتر از سطح دریا واقع شده‌است.